# Casma (provincie)
| Casma                                                  | Casma                                       |
| ------------------------------------------------------ | ------------------------------------------- |
| Harta localizării provinciei în cadrul regiunii Ancash |                                             |
| Informații generale                                    |                                             |
| Țară                                                   | Peru                                        |
| Regiune                                                | Ancash                                      |
| Fondare                                                | 25 iulie 1955                               |
| Primar                                                 | José Alejandro Montalván Macedo (2011-2014) |
| - Capitală                                             | Casma                                       |
| - Suprafață totală                                     | 2 262,86 km2                                |
| - Districte                                            | 4                                           |
| Populație                                              |                                             |
| An recensământ                                         | 2007                                        |
| - Totală                                               | 42 368                                      |
| - Densitate                                            | 18,72/km2                                   |
| Fus orar                                               | UTC-5                                       |
| Sit web                                                | http://www.municasma.gob.pe/                |
| UBIGEO                                                 | 0207                                        |
| Modifică text                                          |                                             |

Casma este una dintre cele douăzeci de provincii din regiunea Ancash din Peru. Capitala este orașul Casma. Se învecinează cu provinciile Santa, Yungay, Huaraz și Huarmey și cu Oceanul Pacific la vest.

## Diviziune teritorială
Provincia este divizată în patru districte (spaniolă: distritos, singular: distrito):
- Casma
- Buena Vista Alta
- Comandante Noel
- Yaután

## Grupuri etnice
Provincia este locuită de către urmași ai populațiilor quechua. Limba spaniolă este limba care a fost învățată de către majoritatea populației (procent de 85,95%) în copilărie, iar 13,82% dintre locuitori au vorbit pentru prima dată quechua. (Recensământul peruan din 2007) 